# PJ Hall
Paul Jerome "PJ" Hall (Spartanburg, 21 de fevereiro de 2002) é um jogador norte-americano de basquete profissional que atualmente joga no Denver Nuggets da National Basketball Association (NBA) e no Grand Rapids Gold da G-League.
Ele jogou basquete universitário pela Universidade Clemson.

## Início da vida e carreira no ensino médio
Hall, um pivô de Spartanburg, Carolina do Sul, se comprometeu com a Universidade Clemson saindo da Dorman High School como o melhor recruta da Carolina do Sul e como o jogador estadual do ano.

## Carreira universitária
Hall foi reserva como calouro, depois entrou na escalação titular em sua segunda temporada, aumentando sua média de pontuação de 3,5 para 15,5 pontos. Em sua terceira temporada, ele teve médias de 15,3 pontos e 5,7 rebotes e foi nomeado para a Terceira-Equipe da ACC. Após a temporada, Hall se declarou para o draft da NBA de 2023, mas manteve sua elegibilidade para manter a opção de retornar à universidade. No final das contas, ele escolheu retornar para Clemson.
Em 5 de dezembro, Hall foi nomeado o Jogador da Semana da ACC após ter médias de 21,5 pontos e 9,5 rebotes em vitórias sobre Alabama e Pittsburgh. Hall teve médias de 18,3 pontos, 6,4 rebotes, 1,4 assistências e 1,4 bloqueios.

## Carreira profissional
Depois de não ser selecionado no draft da NBA de 2024, Hall se juntou ao Denver Nuggets para a Summer League de 2024 e em 10 de julho de 2024, ele assinou um contrato de duas vias com o time e o seu afiliado da G-League, Grand Rapids Gold.

## Estatísticas da carreira

### Universidade
| Ano      | Equipe   | PJ  | PT | MPJ  | AP   | 3P   | LL   | RT  | AS  | BR | TO  | PPJ  |
| -------- | -------- | --- | -- | ---- | ---- | ---- | ---- | --- | --- | -- | --- | ---- |
| 2020–21  | Clemson  | 21  | 0  | 10.0 | .492 | .133 | .750 | 2.0 | .1  | .2 | .2  | 3.5  |
| 2021–22  | Clemson  | 30  | 29 | 27.6 | .493 | .308 | .781 | 5.8 | 1.6 | .5 | 1.3 | 15.5 |
| 2022–23  | Clemson  | 33  | 27 | 24.6 | .535 | .398 | .786 | 5.7 | 1.0 | .7 | 1.1 | 15.3 |
| 2023–24  | Clemson  | 36  | 36 | 28.9 | .488 | .315 | .779 | 6.4 | 1.4 | .8 | 1.4 | 18.3 |
| Carreira | Carreira | 120 | 92 | 22.7 | .502 | .288 | .774 | 4.9 | 1.0 | .5 | 1.0 | 13.1 |

## Links externos
- Biografia do Clemson Tigers